# الحزب الشيوعي الجنوب سوداني
الحزب الشيوعي الجنوب سوداني هو حزب شيوعي في جنوب السودان. تشكل الحزب في يونيو من العام2011 حين انفصلت فروع الحزب الشيوعي السوداني الجنوبية عن حزبها الأم قبل استقلال جنوب السودان. أُعلن تشكيل الحزب الجديد في اجتماع في مكتب الحزب الشيوعي السوداني في الخرطوم. جوزيف ول موديستو هو الأمين العام للحزب.
شارك الحزب في الندوة الشيوعية الدولية لعام 2013 في بروكسل.